# La Liga 2023–24
La Liga 2023–24 (còn được gọi là LaLiga EA Sports vì lý do tài trợ) là mùa giải thứ 93 của La Liga, giải đấu bóng đá hàng đầu của Tây Ban Nha. Giải đấu bắt đầu vào ngày 11 tháng 8 năm 2023 và kết thúc vào ngày 26 tháng 5 năm 2024.
Barcelona là đương kim vô địch, đã giành chức vô địch thứ 27 ở mùa giải trước.

## Các đội tham dự

### Thăng hạng và xuống hạng
Tổng cộng có 20 đội tham dự giải, bao gồm 17 đội từ mùa 2022–23 và 3 đội thăng hạng từ Segunda División 2022–23 (2 đội đầu bảng và 1 đội thắng play-off thăng hạng).
Đội xuống hạng Segunda División
Elche là đội đầu tiên xuống hạng vào ngày 2 tháng 5 năm 2023, sau trận thua 1–2 trước Almería. Đội thứ hai là Espanyol, vào ngày 28 tháng 5 năm 2023, sau trận hòa 2–2 trước Valencia. Đội cuối cùng xuống hạng là Real Valladolid, sau trận hòa 0–0 trước Getafe vào ngày 4 tháng 6 năm 2023.
Đội thăng hạng từ Segunda División
Hai đội đầu tiên giành được suất thăng hạng là Granada và Las Palmas, hai đội đứng đầu mùa giải 2022–23. Granada trở lại La Liga sau một năm vắng bóng, Las Palmas trở lại sau 5 năm. Đội cuối cùng được thăng hạng là Alavés sau khi giành chiến thắng 1–0 trong trận chung kết play-off trước Levante, trở lại La Liga chỉ sau 1 năm bị xuống hạng.
| Thăng hạng từ Segunda División 2022–23 | Xuống hạng từ La Liga 2022–23 |
| -------------------------------------- | ----------------------------- |
| Granada Las Palmas Alavés              | Valladolid Espanyol Elche     |

### Số đội theo vùng
| Số đội | Vùng              | Đội                                                    |
| ------ | ----------------- | ------------------------------------------------------ |
| 5      | Andalucía         | Cádiz, Granada, Real Betis, Sevilla và Almería         |
| 4      | Madrid            | Real Madrid, Getafe, Rayo Vallecano và Atlético Madrid |
| 3      | País Vasco        | Athletic Bilbao, Real Sociedad và Alavés               |
| 2      | Cataluña          | Girona và Barcelona                                    |
| 2      | Valencia          | Valencia và Villarreal                                 |
| 1      | Galicia           | Celta Vigo                                             |
| 1      | Navarra           | Osasuna                                                |
| 1      | Quần đảo Baleares | Mallorca                                               |
| 1      | Quần đảo Canaria  | Las Palmas                                             |

### Sân vận động và địa điểm
| Đội             | Địa điểm        | Sân vận động           | Sức chứa |
| --------------- | --------------- | ---------------------- | -------- |
| Alavés          | Vitoria-Gasteiz | Mendizorrotza          | 19.840   |
| Almería         | Almería         | Power Horse            | 15.000   |
| Athletic Bilbao | Bilbao          | San Mamés              | 53.289   |
| Atlético Madrid | Madrid          | Cívitas Metropolitano  | 70.460   |
| Barcelona       | Barcelona       | Olímpic Lluís Companys | 49.472   |
| Cádiz           | Cádiz           | Nuevo Mirandilla       | 20.724   |
| Celta Vigo      | Vigo            | Abanca-Balaídos        | 29.000   |
| Getafe          | Getafe          | Coliseum Alfonso Pérez | 16.500   |
| Girona          | Girona          | Montilivi              | 13.400   |
| Granada         | Granada         | Nuevo Los Cármenes     | 19.189   |
| Las Palmas      | Las Palmas      | Gran Canaria           | 31.250   |
| Mallorca        | Palma           | Son Moix               | 23.142   |
| Osasuna         | Pamplona        | El Sadar               | 23.576   |
| Rayo Vallecano  | Madrid          | Vallecas               | 14.708   |
| Real Betis      | Sevilla         | Benito Villamarín      | 60.721   |
| Real Madrid     | Madrid          | Santiago Bernabéu      | 83.186   |
| Real Sociedad   | San Sebastián   | Reale Arena            | 39.500   |
| Sevilla         | Sevilla         | Ramón Sánchez Pizjuán  | 43.883   |
| Valencia        | Valencia        | Mestalla               | 49.430   |
| Villarreal      | Villarreal      | La Cerámica            | 23.008   |

### Nhân sự và nhà tài trợ
| Đội             | Huấn luyện viên trưởng | Đội trưởng       | Nhà tài trợ trang phục | Nhà tài trợ chính      | (Các) nhà tài trợ khác                                            |
| --------------- | ---------------------- | ---------------- | ---------------------- | ---------------------- | ----------------------------------------------------------------- |
| Alavés          | Luis García            | Rubén Duarte     | Puma                   | LEA, Araba-Álava       | Digi,1 OK Mobility,2 Hoteles Silken,3 Integra Energía3            |
| Almería         | Pepe Mel               | Fernando         | Castore                | Khaled Juffali Company | Ajlan & Brothers,1 Power Horse,1 Durrat Al Arous,2 Kudu3          |
| Athletic Bilbao | Ernesto Valverde       | Iker Muniain     | Castore                | Kutxabank              | Digi Communications1, B2BinPay2                                   |
| Atlético Madrid | Diego Simeone          | Koke             | Nike                   | Riyadh Air             | Ria Money Transfer1, Công ty xe hơi Hyundai2                      |
| Barcelona       | Xavi                   | Sergi Roberto    | Nike                   | Spotify                | UNHCR1, Ambilight TV2                                             |
| Cádiz           | Mauricio Pellegrino    | José Mari        | Macron                 | Digi Communications    | Hospitales Pascual,1 Wehumans23                                   |
| Celta Vigo      | Claudio Giráldez       | Iago Aspas       | Adidas                 | Estrella Galicia 0,0   | Abanca,1 Recalvi3                                                 |
| Getafe          | Pepe Bordalás          | Djené Dakonam    | Joma                   | Tecnocasa Group        | Realme,1 TBTY News2                                               |
| Girona          | Míchel Sánchez         | Cristhian Stuani | Puma                   | Gosbi                  | Costa Brava,3 Parlem3, Marlex1                                    |
| Granada         | José Ramón Sandoval    | Víctor Díaz      | Adidas                 | Wiber                  | Greening Group,1 Caja Rural Granada,2                             |
| Las Palmas      | García Pimienta        | Kirian Rodríguez | Hummel                 | Gran Canaria           | Disa,1 IOC,1 Kalise,2 Cordial Hotels,3 Volkswagen Domingo Alonso3 |
| Mallorca        | Javier Aguirre         | Antonio Raíllo   | Nike                   | αGEL                   | Alua,1 Juaneda,1 OK Mobility,2 Air Europa3                        |
| Osasuna         | Jagoba Arrasate        | David García     | Adidas                 | Kosner                 | HR Motor,1 Celer,2 Clínica Universidad de Navarra3                |
| Rayo Vallecano  | Iñigo Pérez            | Óscar Trejo      | Umbro                  | Digi Communications    | GCS2                                                              |
| Real Betis      | Manuel Pellegrini      | Nabil Fekir      | Hummel                 | Finetwork              | Forever Green,1 Turismo de Sevilla,1 Reale Seguros,2 AUS Global3  |
| Real Madrid     | Carlo Ancelotti        | Nacho            | Adidas                 | Emirates               | HP2                                                               |
| Real Sociedad   | Imanol Alguacil        | Mikel Oyarzabal  | Macron                 | Yasuda Group           | Kutxabank,1 Reale Seguros,2 Finetwork3                            |
| Sevilla         | Quique Sánchez Flores  | Jesús Navas      | Castore                | Không có               | Socios.com,1 JD Sports2                                           |
| Valencia        | Rubén Baraja           | José Gayà        | Puma                   | TM Real Estate Group   | Divina Seguros,2 Škoda3                                           |
| Villarreal      | Marcelino              | Raúl Albiol      | Joma                   | Pamesa Cerámica        | Không có                                                          |

1. ^ Trên lưng áo.
2. ^ Trên ống tay áo.
3. ^ Trên quần.

### Thay đổi huấn luyện viên
| Đội            | Huấn luyện viên đi   | Lý do rời đi | Ngày rời đi | Vị trí ở bảng xếp hạng | Huấn luyện viên đến          | Ngày bổ nhiệm |
| -------------- | -------------------- | ------------ | ----------- | ---------------------- | ---------------------------- | ------------- |
| Almería        | Rubi                 | Hết hợp đồng | 30/6/2023   | Trước mùa giải         | Vicente Moreno               | 17/6/2023     |
| Celta Vigo     | Carlos Carvalhal     | Hết hợp đồng | 30/6/2023   | Trước mùa giải         | Rafael Benítez               | 23/6/2023     |
| Rayo Vallecano | Andoni Iraola        | Hết hợp đồng | 30/6/2023   | Trước mùa giải         | Francisco                    | 28/6/2023     |
| Villarreal     | Quique Setién        | Sa thải      | 5/9/2023    | thứ 15 (Vòng 4)        | Miguel Angel Tena (tạm thời) | 5/9/2023      |
| Villarreal     | Quique Setién        | Sa thải      | 5/9/2023    | thứ 15 (Vòng 4)        | Pacheta                      | 9/9/2023      |
| Almería        | Vicente Moreno       | Sa thải      | 29/9/2023   | thứ 20 (Vòng 7)        | Alberto Lasarte (tạm thời)   | 29/9/2023     |
| Almería        | Vicente Moreno       | Sa thải      | 29/9/2023   | thứ 20 (Vòng 7)        | Gaizka Garitano              | 8/10/2023     |
| Sevilla        | José Luis Mendilibar | Sa thải      | 8/10/2023   | thứ 14 (Vòng 9)        | Diego Alonso                 | 10/10/2023    |
| Villarreal     | Pacheta              | Sa thải      | 10/11/2023  | thứ 13 (Vòng 12)       | Miguel Angel Tena (tạm thời) | 10/11/2023    |
| Villarreal     | Pacheta              | Sa thải      | 10/11/2023  | thứ 13 (Vòng 12)       | Marcelino                    | 13/11/2023    |
| Granada        | Paco López           | Sa thải      | 26/11/2023  | thứ 19 (Vòng 14)       | Alexander Medina             | 27/11/2023    |
| Sevilla        | Diego Alonso         | Sa thải      | 16/12/2023  | thứ 17 (Vòng 17)       | Quique Sánchez Flores        | 18/12/2023    |
| Cádiz          | Sergio González      | Sa thải      | 23/1/2024   | thứ 18 (Vòng 21)       | Mauricio Pellegrino          | 24/1/2024     |
| Rayo Vallecano | Francisco Rodríguez  | Sa thải      | 13/2/2024   | thứ 14 (Vòng 24)       | Iñigo Pérez                  | 15/2/2024     |
| Celta Vigo     | Rafael Benítez       | Sa thải      | 12/3/2024   | thứ 17 (Vòng 28)       | Claudio Giráldez             | 12/3/2024     |
| Almería        | Gaizka Garitano      | Sa thải      | 13/3/2024   | thứ 20 (Vòng 28)       | Pepe Mel                     | 13/3/2024     |
| Granada        | Alexander Medina     | Sa thải      | 19/3/2024   | thứ 19 (Vòng 29)       | José Ramón Sandoval          | 19/3/2024     |

## Bảng xếp hạng

### Bảng xếp hạng
| VT | Đội                 | ST | T  | H  | B  | BT | BB | HS  | Đ  | Giành quyền tham dự hoặc xuống hạng     |
| -- | ------------------- | -- | -- | -- | -- | -- | -- | --- | -- | --------------------------------------- |
| 1  | Real Madrid (C)     | 38 | 29 | 8  | 1  | 87 | 26 | +61 | 95 | Tham dự vòng đấu hạng Champions League  |
| 2  | Barcelona           | 38 | 26 | 7  | 5  | 79 | 44 | +35 | 85 | Tham dự vòng đấu hạng Champions League  |
| 3  | Girona              | 38 | 25 | 6  | 7  | 85 | 46 | +39 | 81 | Tham dự vòng đấu hạng Champions League  |
| 4  | Atlético Madrid     | 38 | 24 | 4  | 10 | 70 | 43 | +27 | 76 | Tham dự vòng đấu hạng Champions League  |
| 5  | Athletic Bilbao (W) | 38 | 19 | 11 | 8  | 61 | 37 | +24 | 68 | Tham dự vòng đấu hạng Europa League     |
| 6  | Real Sociedad       | 38 | 16 | 12 | 10 | 51 | 39 | +12 | 60 | Tham dự vòng đấu hạng Europa League     |
| 7  | Real Betis          | 38 | 14 | 15 | 9  | 48 | 45 | +3  | 57 | Tham dự vòng play-off Conference League |
| 8  | Villarreal          | 38 | 14 | 11 | 13 | 65 | 65 | 0   | 53 |                                         |
| 9  | Valencia            | 38 | 13 | 10 | 15 | 40 | 45 | −5  | 49 |                                         |
| 10 | Alavés              | 38 | 12 | 10 | 16 | 36 | 46 | −10 | 46 |                                         |
| 11 | Osasuna             | 38 | 12 | 9  | 17 | 45 | 56 | −11 | 45 |                                         |
| 12 | Getafe              | 38 | 10 | 13 | 15 | 42 | 54 | −12 | 43 |                                         |
| 13 | Celta Vigo          | 38 | 10 | 11 | 17 | 46 | 57 | −11 | 41 |                                         |
| 14 | Sevilla             | 38 | 10 | 11 | 17 | 48 | 54 | −6  | 41 |                                         |
| 15 | Mallorca            | 38 | 8  | 16 | 14 | 33 | 44 | −11 | 40 |                                         |
| 16 | Las Palmas          | 38 | 10 | 10 | 18 | 33 | 47 | −14 | 40 |                                         |
| 17 | Rayo Vallecano      | 38 | 8  | 14 | 16 | 29 | 48 | −19 | 38 |                                         |
| 18 | Cádiz (R)           | 38 | 6  | 15 | 17 | 26 | 55 | −29 | 33 | Xuống hạng Segunda División             |
| 19 | Almería (R)         | 38 | 3  | 12 | 23 | 43 | 75 | −32 | 21 | Xuống hạng Segunda División             |
| 20 | Granada (R)         | 38 | 4  | 9  | 25 | 38 | 79 | −41 | 21 | Xuống hạng Segunda División             |

1. 1 2  Đội vô địch Copa del Rey 2023–24 đủ điều kiện tham dự vòng đấu hạng Europa League. Vì Athletic Bilbao, vô địch Copa del Rey, đủ điều kiện tham dự dựa trên thứ hạng trong giải vô địch quốc gia nên suất dự Europa League (thứ 2) được chuyển cho đội xếp thứ sáu và suất dự Conference League được chuyển cho đội xếp thứ bảy.
2. 1 2  Điểm đối đầu: Celta Vigo 1–1 Sevilla, Sevilla 1–2 Celta Vigo.
3. 1 2  Điểm đối đầu: Mallorca 1–0 Las Palmas, Las Palmas 1–1 Mallorca.
4. 1 2  Hiệu số bàn thắng bại (Almería 3–3 Granada, Granada 1–1 Almería).

### Vị trí theo vòng
Bảng liệt kê vị trí của các đội sau mỗi vòng thi đấu. Để duy trì các diễn biến theo trình tự thời gian, bất kỳ trận đấu bù nào (vì bị hoãn) sẽ không được tính vào vòng đấu mà chúng đã được lên lịch ban đầu, mà sẽ được thêm vào vòng đấu diễn ra ngay sau đó.
| Đội ╲ Vòng  | 1      | 2  | 3  | 4  | 5  | 6  | 7  | 8  | 9  | 10 | 11 | 12 | 13 | 14 | 15 | 16 | 17 | 18 | 19 | 20 | 21 | 22 | 23 | 24 | 25 | 26 | 27 | 28 | 29 | 30 | 31 | 32 | 33 | 34 | 35 | 36 | 37 | 38 |    |
| ----------- | ------ | -- | -- | -- | -- | -- | -- | -- | -- | -- | -- | -- | -- | -- | -- | -- | -- | -- | -- | -- | -- | -- | -- | -- | -- | -- | -- | -- | -- | -- | -- | -- | -- | -- | -- | -- | -- | -- | -- |
| Đội ╲ Vòng  | Alavés | 16 | 8  | 14 | 10 | 14 | 14 | 15 | 17 | 17 | 15 | 17 | 14 | 15 | 13 | 13 | 12 | 13 | 16 | 15 | 13 | 12 | 11 | 11 | 12 | 12 | 12 | 13 | 13 | 13 | 13 | 14 | 14 | 12 | 11 | 11 | 11 | 10 | 10 |
| Almería     | 20     | 20 | 19 | 19 | 20 | 20 | 20 | 20 | 20 | 20 | 20 | 20 | 20 | 20 | 20 | 20 | 20 | 20 | 20 | 20 | 20 | 20 | 20 | 20 | 20 | 20 | 20 | 20 | 20 | 20 | 20 | 20 | 20 | 20 | 20 | 20 | 20 | 19 |    |
| Bilbao      | 18     | 9  | 5  | 5  | 4  | 4  | 4  | 6  | 5  | 6  | 6  | 5  | 5  | 5  | 5  | 5  | 5  | 5  | 4  | 3  | 5  | 5  | 5  | 5  | 5  | 5  | 5  | 5  | 4  | 5  | 5  | 5  | 5  | 5  | 5  | 5  | 5  | 5  |    |
| Atlético    | 1      | 5  | 2  | 4  | 7  | 5  | 5  | 4  | 4  | 4  | 3  | 4  | 4  | 3  | 4  | 3  | 4  | 4  | 5  | 5  | 4  | 3  | 4  | 4  | 4  | 4  | 4  | 4  | 5  | 4  | 4  | 4  | 4  | 4  | 4  | 4  | 4  | 4  |    |
| Barcelona   | 12     | 6  | 4  | 3  | 2  | 1  | 3  | 2  | 3  | 3  | 4  | 3  | 3  | 4  | 3  | 4  | 3  | 3  | 3  | 4  | 3  | 4  | 3  | 3  | 3  | 3  | 3  | 3  | 2  | 2  | 2  | 2  | 2  | 3  | 2  | 2  | 2  | 2  |    |
| Cádiz       | 7      | 12 | 10 | 6  | 8  | 9  | 9  | 12 | 13 | 16 | 15 | 16 | 16 | 16 | 16 | 17 | 16 | 17 | 18 | 18 | 18 | 18 | 18 | 18 | 18 | 18 | 18 | 18 | 18 | 18 | 18 | 18 | 18 | 18 | 18 | 18 | 18 | 18 |    |
| Celta       | 19     | 16 | 18 | 13 | 16 | 18 | 17 | 18 | 18 | 18 | 18 | 18 | 18 | 18 | 18 | 18 | 18 | 18 | 17 | 16 | 16 | 17 | 16 | 17 | 17 | 17 | 17 | 17 | 17 | 17 | 17 | 17 | 17 | 15 | 17 | 16 | 14 | 13 |    |
| Getafe      | 13     | 17 | 11 | 14 | 9  | 13 | 11 | 11 | 11 | 11 | 13 | 11 | 11 | 8  | 10 | 9  | 8  | 8  | 8  | 10 | 10 | 10 | 10 | 10 | 10 | 10 | 11 | 12 | 10 | 11 | 10 | 10 | 10 | 10 | 10 | 10 | 12 | 12 |    |
| Girona      | 10     | 4  | 3  | 2  | 3  | 2  | 1  | 3  | 2  | 2  | 2  | 1  | 1  | 2  | 2  | 1  | 1  | 2  | 2  | 1  | 1  | 1  | 2  | 2  | 2  | 2  | 2  | 2  | 3  | 3  | 3  | 3  | 3  | 2  | 3  | 3  | 3  | 3  |    |
| Granada     | 17     | 19 | 15 | 16 | 18 | 19 | 19 | 19 | 19 | 19 | 19 | 19 | 19 | 19 | 19 | 19 | 19 | 19 | 19 | 19 | 19 | 19 | 19 | 19 | 19 | 19 | 19 | 19 | 19 | 19 | 19 | 19 | 19 | 19 | 19 | 19 | 19 | 20 |    |
| Palmas      | 11     | 15 | 16 | 18 | 19 | 15 | 18 | 14 | 10 | 12 | 10 | 10 | 8  | 11 | 8  | 8  | 9  | 9  | 10 | 9  | 8  | 9  | 9  | 8  | 9  | 8  | 8  | 9  | 11 | 12 | 12 | 13 | 14 | 14 | 14 | 14 | 15 | 16 |    |
| Mallorca    | 9      | 14 | 17 | 17 | 15 | 16 | 16 | 16 | 15 | 17 | 16 | 17 | 17 | 17 | 17 | 15 | 15 | 14 | 14 | 14 | 15 | 15 | 17 | 16 | 16 | 16 | 15 | 15 | 14 | 15 | 15 | 16 | 16 | 17 | 15 | 17 | 17 | 15 |    |
| Osasuna     | 3      | 10 | 7  | 9  | 12 | 11 | 14 | 10 | 11 | 10 | 11 | 12 | 12 | 14 | 14 | 14 | 12 | 12 | 12 | 12 | 11 | 12 | 12 | 11 | 11 | 11 | 10 | 10 | 12 | 9  | 11 | 11 | 11 | 13 | 13 | 13 | 11 | 11 |    |
| Vallecano   | 4      | 2  | 8  | 12 | 6  | 7  | 7  | 8  | 8  | 7  | 8  | 9  | 10 | 10 | 11 | 10 | 11 | 11 | 11 | 11 | 13 | 13 | 13 | 14 | 14 | 14 | 16 | 16 | 15 | 16 | 16 | 15 | 15 | 16 | 16 | 15 | 16 | 17 |    |
| Real Betis  | 5      | 7  | 9  | 7  | 10 | 10 | 10 | 7  | 7  | 9  | 7  | 6  | 7  | 7  | 7  | 7  | 7  | 7  | 7  | 7  | 9  | 7  | 8  | 6  | 7  | 6  | 6  | 7  | 7  | 7  | 8  | 7  | 7  | 7  | 6  | 7  | 7  | 7  |    |
| Real Madrid | 2      | 1  | 1  | 1  | 1  | 3  | 2  | 1  | 1  | 1  | 1  | 2  | 2  | 1  | 1  | 2  | 2  | 1  | 1  | 2  | 2  | 2  | 1  | 1  | 1  | 1  | 1  | 1  | 1  | 1  | 1  | 1  | 1  | 1  | 1  | 1  | 1  | 1  |    |
| Sociedad    | 8      | 13 | 12 | 8  | 11 | 8  | 6  | 5  | 6  | 5  | 5  | 7  | 6  | 6  | 6  | 6  | 6  | 6  | 6  | 6  | 6  | 6  | 6  | 7  | 6  | 7  | 7  | 6  | 6  | 6  | 6  | 6  | 6  | 6  | 7  | 6  | 6  | 6  |    |
| Sevilla     | 14     | 18 | 20 | 20 | 17 | 17 | 11 | 15 | 14 | 13 | 14 | 15 | 13 | 15 | 15 | 16 | 17 | 15 | 16 | 17 | 17 | 16 | 15 | 15 | 15 | 15 | 14 | 14 | 16 | 14 | 13 | 12 | 13 | 12 | 12 | 12 | 13 | 14 |    |
| Valencia    | 6      | 3  | 6  | 11 | 5  | 6  | 8  | 9  | 9  | 8  | 9  | 8  | 9  | 9  | 9  | 11 | 10 | 10 | 9  | 8  | 7  | 8  | 7  | 9  | 8  | 9  | 9  | 8  | 8  | 8  | 7  | 8  | 8  | 8  | 8  | 9  | 9  | 9  |    |
| Villarreal  | 15     | 11 | 13 | 15 | 13 | 12 | 13 | 13 | 16 | 14 | 12 | 13 | 14 | 12 | 12 | 13 | 14 | 13 | 13 | 15 | 14 | 14 | 14 | 13 | 13 | 13 | 12 | 11 | 9  | 10 | 9  | 9  | 9  | 9  | 9  | 8  | 8  | 8  |    |

## Kết quả

### Tỷ số
| Nhà \ Khách     | ALA | ALM | ATH | ATM | BAR | CAD | CEL | GET | GIR | GRA | LPA | MLL | OSA | RAY | BET | RMA | RSO | SEV | VAL | VIL |
| --------------- | --- | --- | --- | --- | --- | --- | --- | --- | --- | --- | --- | --- | --- | --- | --- | --- | --- | --- | --- | --- |
| Alavés          | —   | 1–0 | 0–2 | 2–0 | 1–3 | 1–0 | 3–0 | 1–0 | 2–2 | 3–1 | 0–1 | 1–1 | 0–2 | 1–0 | 1–1 | 0–1 | 0–1 | 4–3 | 1–0 | 1–1 |
| Almería         | 0–3 | —   | 0–0 | 2–2 | 0–2 | 6–1 | 2–3 | 1–3 | 0–0 | 3–3 | 1–2 | 0–0 | 0–3 | 0–2 | 0–0 | 1–3 | 1–3 | 2–2 | 2–2 | 1–2 |
| Athletic Bilbao | 2–0 | 3–0 | —   | 2–0 | 0–0 | 3–0 | 4–3 | 2–2 | 3–2 | 1–1 | 1–0 | 4–0 | 2–2 | 4–0 | 4–2 | 0–2 | 2–1 | 2–0 | 2–2 | 1–1 |
| Atlético Madrid | 2–1 | 2–1 | 3–1 | —   | 0–3 | 3–2 | 1–0 | 3–3 | 3–1 | 3–1 | 5–0 | 1–0 | 1–4 | 2–1 | 2–1 | 3–1 | 2–1 | 1–0 | 2–0 | 3–1 |
| Barcelona       | 2–1 | 3–2 | 1–0 | 1–0 | —   | 2–0 | 3–2 | 4–0 | 2–4 | 3–3 | 1–0 | 1–0 | 1–0 | 3–0 | 5–0 | 1–2 | 2–0 | 1–0 | 4–2 | 3–5 |
| Cádiz           | 1–0 | 1–1 | 0–0 | 2–0 | 0–1 | —   | 2–2 | 1–0 | 0–1 | 1–0 | 0–0 | 1–1 | 1–1 | 0–0 | 0–2 | 0–3 | 0–0 | 2–2 | 1–4 | 3–1 |
| Celta Vigo      | 1–1 | 1–0 | 2–1 | 0–3 | 1–2 | 1–1 | —   | 2–2 | 0–1 | 1–0 | 4–1 | 0–1 | 0–2 | 0–0 | 2–1 | 0–1 | 0–1 | 1–1 | 2–2 | 3–2 |
| Getafe          | 1–0 | 2–1 | 0–2 | 0–3 | 0–0 | 1–0 | 3–2 | —   | 1–0 | 2–0 | 3–3 | 1–2 | 3–2 | 0–2 | 1–1 | 0–2 | 1–1 | 0–1 | 1–0 | 0–0 |
| Girona          | 3–0 | 5–2 | 1–1 | 4–3 | 4–2 | 4–1 | 1–0 | 3–0 | —   | 7–0 | 1–0 | 5–3 | 2–0 | 3–0 | 3–2 | 0–3 | 0–0 | 5–1 | 2–1 | 0–1 |
| Granada         | 2–0 | 1–1 | 1–1 | 0–1 | 2–2 | 2–0 | 1–2 | 1–1 | 2–4 | —   | 1–1 | 3–2 | 3–0 | 0–2 | 1–1 | 0–4 | 2–3 | 0–3 | 0–1 | 2–3 |
| Las Palmas      | 1–1 | 0–1 | 0–2 | 2–1 | 1–2 | 1–1 | 2–1 | 2–0 | 0–2 | 1–0 | —   | 1–1 | 1–1 | 0–1 | 2–2 | 1–2 | 0–0 | 0–2 | 2–0 | 3–0 |
| Mallorca        | 0–0 | 2–2 | 0–0 | 0–1 | 2–2 | 1–1 | 1–1 | 0–0 | 1–0 | 1–0 | 1–0 | —   | 3–2 | 2–1 | 0–1 | 0–1 | 1–2 | 1–0 | 1–1 | 0–1 |
| Osasuna         | 1–0 | 1–0 | 0–2 | 0–2 | 1–2 | 2–0 | 0–3 | 3–2 | 2–4 | 2–0 | 1–1 | 1–1 | —   | 1–0 | 0–2 | 2–4 | 1–1 | 0–0 | 0–1 | 1–1 |
| Rayo Vallecano  | 2–0 | 0–1 | 0–1 | 0–7 | 1–1 | 1–1 | 0–0 | 0–0 | 1–2 | 2–1 | 0–2 | 2–2 | 2–1 | —   | 2–0 | 1–1 | 2–2 | 1–2 | 0–1 | 1–1 |
| Real Betis      | 0–0 | 3–2 | 3–1 | 0–0 | 2–4 | 1–1 | 2–1 | 1–1 | 1–1 | 1–0 | 1–0 | 2–0 | 2–1 | 1–0 | —   | 1–1 | 0–2 | 1–1 | 3–0 | 2–3 |
| Real Madrid     | 5–0 | 3–2 | 2–0 | 1–1 | 3–2 | 3–0 | 4–0 | 2–1 | 4–0 | 2–0 | 2–0 | 1–0 | 4–0 | 0–0 | 0–0 | —   | 2–1 | 1–0 | 5–1 | 4–1 |
| Real Sociedad   | 1–1 | 2–2 | 3–0 | 0–2 | 0–1 | 2–0 | 1–1 | 4–3 | 1–1 | 5–3 | 2–0 | 1–0 | 0–1 | 0–0 | 0–0 | 0–1 | —   | 2–1 | 1–0 | 1–3 |
| Sevilla         | 2–3 | 5–1 | 0–2 | 1–0 | 1–2 | 0–1 | 1–2 | 0–3 | 1–2 | 3–0 | 1–0 | 2–1 | 1–1 | 2–2 | 1–1 | 1–1 | 3–2 | —   | 1–2 | 1–1 |
| Valencia        | 0–1 | 2–1 | 1–0 | 3–0 | 1–1 | 2–0 | 0–0 | 1–0 | 1–3 | 1–0 | 1–0 | 0–0 | 1–2 | 0–0 | 1–2 | 2–2 | 0–1 | 0–0 | —   | 3–1 |
| Villarreal      | 1–1 | 2–1 | 2–3 | 1–2 | 3–4 | 0–0 | 3–2 | 1–1 | 1–2 | 5–1 | 1–2 | 1–1 | 3–1 | 3–0 | 1–2 | 4–4 | 0–3 | 3–2 | 1–0 | —   |

### Bảng thắng bại
- T = Thắng, H = Hòa, B = Bại
- () = Trận đấu bị hoãn
- (T), (H), (B) = Trận đấu bù với kết quả; Trận đấu bù được ghi trong cột nào, ví dụ cột số 14 có nghĩa là đã thi đấu sau vòng 14 và trước vòng 15.

| Đội        | 1 | 2 | 3 | 4  | 5 | 6 | 7 | 8 | 9 | 10 | 11 | 12 | 13 | 14    | 15 | 16 | 17 | 18    | 19 | Đội        | 20 | 21 | 22    | 23 | 24 | 25 | 26 | 27 | 28 | 29 | 30    | 31 | 32 | 33 | 34 | 35 | 36 | 37 | 38 | Đội        |
| ---------- | - | - | - | -- | - | - | - | - | - | -- | -- | -- | -- | ----- | -- | -- | -- | ----- | -- | ---------- | -- | -- | ----- | -- | -- | -- | -- | -- | -- | -- | ----- | -- | -- | -- | -- | -- | -- | -- | -- | ---------- |
| Alavés     | B | T | B | T  | B | B | H | B | H | H  | B  | T  | B  | T     | H  | B  | B  | B     | H  | Alavés     | T  | T  | T     | B  | H  | H  | H  | B  | T  | B  | B     | B  | T  | T  | T  | H  | B  | T  | H  | Alavés     |
| Almería    | B | B | H | B  | B | H | B | H | B | B  | B  | B  | B  | B     | H  | B  | H  | B     | B  | Almería    | H  | B  | B     | B  | H  | H  | H  | B  | H  | T  | B     | H  | B  | B  | T  | B  | B  | H  | T  | Almería    |
| Bilbao     | B | T | T | H  | T | T | H | B | T | B  | H  | T  | T  | H     | T  | H  | T  | T     | T  | Bilbao     | T  | B  | H     | T  | H  | T  | B  | H  | T  | T  | B     | H  | H  | B  | T  | H  | B  | T  | T  | Bilbao     |
| Atlético   | T | H | T | () | B | T | T | T | T | T  | T  | B  | T  | T     | B  | T  | B  | H (T) | B  | Atlético   | () | T  | T (T) | H  | B  | T  | H  | T  | B  | B  | T     | T  | B  | T  | T  | T  | T  | B  | T  | Atlético   |
| Barcelona  | H | T | T | T  | T | T | H | T | H | T  | B  | T  | T  | H     | T  | B  | H  | T     | T  | Barcelona  | () | T  | B (T) | T  | H  | T  | T  | H  | T  | T  | T     | T  | B  | T  | B  | T  | T  | T  | T  | Barcelona  |
| Cádiz      | T | B | H | T  | B | H | H | B | B | B  | H  | B  | () | B (H) | H  | H  | H  | H     | B  | Cádiz      | B  | B  | H     | H  | B  | B  | H  | H  | T  | B  | T     | B  | B  | H  | B  | T  | T  | H  | B  | Cádiz      |
| Celta      | B | H | B | T  | B | B | H | B | H | B  | B  | H  | B  | H     | H  | H  | T  | B     | T  | Celta      | H  | B  | B     | T  | B  | B  | H  | T  | B  | T  | H     | B  | T  | B  | T  | B  | T  | T  | H  | Celta      |
| Getafe     | H | B | T | B  | T | B | H | H | H | H  | H  | T  | H  | T     | B  | T  | T  | H     | B  | Getafe     | () | B  | T (B) | H  | T  | H  | B  | H  | B  | T  | B     | H  | H  | T  | B  | B  | B  | B  | B  | Getafe     |
| Girona     | H | T | T | T  | T | T | T | B | T | T  | T  | T  | T  | H     | T  | T  | T  | H     | T  | Girona     | H  | T  | T     | H  | B  | B  | T  | B  | T  | B  | T     | B  | T  | T  | T  | H  | B  | T  | T  | Girona     |
| Granada    | B | B | T | B  | B | B | H | H | H | B  | B  | B  | H  | B     | B  | H  | B  | B     | T  | Granada    | B  | B  | B     | H  | H  | H  | () | B  | B  | B  | B (B) | T  | H  | T  | B  | B  | B  | B  | B  | Granada    |
| Palmas     | H | B | H | B  | B | T | B | T | T | B  | T  | T  | H  | B     | T  | T  | H  | B     | B  | Palmas     | T  | T  | B     | H  | T  | B  | H  | H  | B  | B  | B     | B  | B  | B  | B  | B  | H  | H  | H  | Palmas     |
| Mallorca   | H | B | B | H  | T | B | H | H | H | B  | H  | B  | () | B (H) | H  | T  | H  | T     | B  | Mallorca   | H  | H  | B     | B  | T  | B  | H  | T  | B  | T  | H     | B  | B  | H  | B  | T  | H  | H  | T  | Mallorca   |
| Osasuna    | T | B | T | B  | B | H | B | T | B | T  | B  | B  | H  | B     | H  | H  | T  | B     | T  | Osasuna    | () | T  | H (B) | B  | T  | T  | H  | T  | B  | B  | T     | B  | B  | B  | B  | H  | H  | T  | H  | Osasuna    |
| Rayo       | T | T | B | B  | T | H | H | H | H | T  | H  | H  | B  | H     | B  | H  | B  | B     | T  | Rayo       | () | B  | H (B) | B  | B  | H  | B  | H  | B  | T  | H     | H  | T  | B  | B  | H  | T  | B  | B  | Rayo       |
| Betis      | T | H | B | T  | B | H | H | T | H | H  | T  | T  | H  | T     | H  | H  | H  | H     | B  | Betis      | T  | B  | T     | H  | T  | H  | T  | B  | B  | B  | B     | T  | T  | H  | T  | T  | H  | B  | H  | Betis      |
| Real       | T | T | T | T  | T | B | T | T | T | H  | T  | H  | T  | T     | T  | H  | T  | T     | T  | Real       | () | T  | T (T) | H  | T  | H  | T  | H  | T  | T  | T     | T  | T  | T  | T  | T  | T  | H  | H  | Real       |
| Sociedad   | H | H | H | T  | B | T | T | T | B | T  | H  | B  | T  | T     | H  | T  | H  | H     | H  | Sociedad   | B  | T  | H     | H  | B  | T  | B  | B  | T  | T  | T     | H  | H  | B  | T  | B  | T  | T  | B  | Sociedad   |
| Sevilla    | B | B | B | () | T | H | T | B | H | H  | H  | H  | H  | B     | H  | B  | B  | T (B) | B  | Sevilla    | B  | B  | H     | T  | T  | H  | B  | T  | H  | B  | T     | T  | T  | H  | T  | B  | B  | B  | B  | Sevilla    |
| Valencia   | T | T | B | B  | T | H | B | B | H | T  | H  | T  | B  | H     | B  | B  | H  | T     | T  | Valencia   | T  | T  | B     | T  | B  | H  | () | H  | T  | B  | H (T) | T  | B  | B  | B  | H  | B  | B  | H  | Valencia   |
| Villarreal | B | T | B | B  | T | H | B | H | B | H  | T  | B  | B  | T     | H  | B  | B  | T     | B  | Villarreal | B  | H  | T     | H  | H  | H  | T  | T  | T  | T  | B     | H  | T  | T  | B  | T  | T  | H  | H  | Villarreal |
| Đội        | 1 | 2 | 3 | 4  | 5 | 6 | 7 | 8 | 9 | 10 | 11 | 12 | 13 | 14    | 15 | 16 | 17 | 18    | 19 | Đội        | 20 | 21 | 22    | 23 | 24 | 25 | 26 | 27 | 28 | 29 | 30    | 31 | 32 | 33 | 34 | 35 | 36 | 37 | 38 | Đội        |

## Điểm tin vòng đấu
Ngày 5/9/2023, trên trang chủ của câu lạc bộ Villarreal đã đưa ra thông báo chấm dứt hợp đồng với HLV trưởng Quique Setién . Setién, 64 tuổi, nắm quyền ở Villarreal hồi tháng 10 năm ngoái thay Unai Emery. Mùa giải trước, Villarreal cán đích thứ 5 chung cuộc tại La Liga, tuy thất bại trong cuộc đua giành vé dự Champions League nhưng được dự vòng bảng Europa League 2023–24. Tại mùa giải năm nay, sau 4 vòng đầu tiên, Villarreal chỉ thắng 1 trận mà thua tới 3 trận. Giám đốc bóng đá của Villarreal, Miguel Angel Tena, sẽ tạm thời nắm quyền tại CLB. Như vậy, Quique Setién trở thành HLV đầu tiên ở 5 giải VĐQG hàng đầu châu Âu bị sa thải mùa này.
Tại vòng 8, trong trận Almería gặp Granada, tiền đạo đội chủ nhà Almería là Luis Suárez đã lập cú hat-trick đầu tiên của mùa giải trong vòng có... 5 phút, ở các phút 41, 44 và 45+1 của hiệp một. Tuy nhiên đội khách Granada đã vùng lên trong nửa cuối hiệp hai với 3 bàn thắng để gỡ hòa. Almería, được dẫn dắt bởi Huấn luyện viên tạm quyền Alberto Lasarte sau khi Vicente Moreno bị sa thải, vẫn là đội duy nhất không có chiến thắng cho tới lúc này. Một tổn thất lớn nữa là Luis Suarez phải rời sân vào cuối hiệp hai vì bị gãy xương chân. Tiền đạo người Colombia được đưa đến bệnh viện bằng xe cấp cứu.
Tại trận đấu diễn ra cuối cùng của Vòng 9 giữa Granada và Barcelona, cầu thủ trẻ Lamine Yamal của Barcelona đã ghi tên mình vào sách kỷ lục, trở thành cầu thủ trẻ nhất ghi bàn ở giải Vô địch quốc gia Tây Ban Nha. Với 16 tuổi 87 ngày, Yamal đã vượt qua cầu thủ Fabrice Olinga của Málaga, người mới 16 tuổi 98 ngày khi ghi bàn vào lưới Celta Vigo năm 2012. Yamal ghi bàn ở thời gian bù giờ của hiệp một, rút ngắn tỷ số xuống còn 1–2 sau khi đội chủ nhà Granada dẫn trước 2–0 trong vòng 29 phút - trong đó bàn thắng mở tỷ số diễn ra chưa đầy 20 giây sau tiếng còi khai cuộc.Tỷ số chung cuộc là 2–2.
Tối muộn Chủ nhật ngày 8/10/2023 theo giờ Tây Ban Nha, tức 1 ngày sau khi lội ngược dòng thủ hòa Vallecano 2–2 trong thế bị dẫn 0–2 ngay trên sân nhà tại vòng 9, Sevilla đã quyết định sa thải HLV Jose Luis Mendilibar . Mendilibar, 62 tuổi, tiếp quản Sevilla vào tháng 3/2023 khi đội bóng đang chìm sâu trong khủng hoảng, đã giúp Sevilla về đích an toàn tại La Liga với vị trí thứ 12 chung cuộc. Không những thế, ông còn đưa đội bóng xứ Andalucia tới danh hiệu vô địch Europa League lần thứ 7. Nhưng sau 9 vòng đấu mùa giải hiện nay, Sevilla chỉ thắng hai, hòa hai và thua bốn trận, xếp thứ 14 (Sevilla chỉ đá 8 trận, trận với Atlético Madrid bị hoãn).

## Thống kê mùa giải

### Ghi bàn hàng đầu
Tính đến ngày 26/5/2024
| Hạng | Cầu thủ              | Câu lạc bộ      | Số bàn thắng |
| ---- | -------------------- | --------------- | ------------ |
| 1    | Artem Dovbyk         | Girona          | 24           |
| 2    | Alexander Sørloth    | Villareal       | 23           |
| 3    | Jude Bellingham      | Real Madrid     | 19           |
| 3    | Robert Lewandowski   | Barcelona       | 19           |
| 5    | Ante Budimir         | Osasuna         | 17           |
| 6    | Youssef En-Nesyri    | Sevilla         | 16           |
| 6    | Antoine Griezmann    | Atlético Madrid | 16           |
| 8    | Vinícius Júnior      | Real Madrid     | 15           |
| 8    | Borja Mayoral        | Getafe          | 15           |
| 8    | Álvaro Morata        | Atlético Madrid | 15           |
| 11   | Gorka Guruzeta       | Athletic Bilbao | 14           |
| 12   | Hugo Duro            | Valencia        | 13           |
| 12   | Jørgen Strand Larsen | Celta Vigo      | 13           |
| 14   | Iñaki Williams       | Athletic Bilbao | 12           |
| 15   | Myrto Uzuni          | Granada         | 11           |
| 16   | Joselu               | Real Madrid     | 10           |
| 16   | Rodrygo Goes         | Real Madrid     | 10           |
| 16   | Gerard Moreno        | Villarreal      | 10           |
| 16   | Willian José         | Real Betis      | 10           |

### Hat-trick
- H (= Home) - Sân nhà
- A (= Away) - Sân khách
- 4 - Ghi 4 bàn thắng

| Cầu thủ            | Câu lạc bộ      | Đối đầu với | Tỷ số   | Thời gian                |
| ------------------ | --------------- | ----------- | ------- | ------------------------ |
| Luis Suárez        | Almería         | Granada     | 3–3 (H) | Vòng 8, ngày 1/10/2023   |
| Antoine Griezmann  | Atlético Madrid | Celta Vigo  | 3–0 (A) | Vòng 10, ngày 21/10/2023 |
| José Luis Morales  | Villarreal      | Osasuna     | 3–1 (H) | Vòng 14, ngày 26/11/2023 |
| Álvaro Morata      | Atlético Madrid | Girona      | 3–4 (A) | Vòng 19, ngày 3/1/2024   |
| Ferran Torres      | Barcelona       | Real Betis  | 4–2 (A) | Vòng 21, ngày 21/1/2024  |
| Artem Dovbyk       | Girona          | Sevilla     | 5–1 (H) | Vòng 21, ngày 21/1/2024  |
| Alexander Sørloth  | Villarreal      | Granada     | 5–1 (H) | Vòng 27, ngày 3/3/2024   |
| Robert Lewandowski | Barcelona       | Valencia    | 4–2 (H) | Vòng 33, ngày 29/4/2024  |
| Antoine Griezmann  | Atlético Madrid | Getafe      | 3–0 (A) | Vòng 36, ngày 15/5/2024  |
| Alexander Sørloth4 | Villarreal      | Real Madrid | 4–4 (H) | Vòng 37, ngày 19/5/2024  |
| Artem Dovbyk       | Girona          | Granada     | 7–0 (H) | Vòng 38, ngày 24/5/2024  |

### Kiến tạo hàng đầu
Tính đến ngày 26/5/2024
| Hạng | Cầu thủ            | Câu lạc bộ      | Số kiến tạo |
| ---- | ------------------ | --------------- | ----------- |
| 1    | Álex Baena         | Villarreal      | 14          |
| 2    | Nico Williams      | Athletic Bilbao | 11          |
| 3    | Sávio              | Girona          | 10          |
| 3    | Iago Aspas         | Celta Vigo      | 10          |
| 5    | İlkay Gündoğan     | Barcelona       | 9           |
| 5    | Raphinha           | Barcelona       | 9           |
| 7    | Yan Couto          | Girona          | 8           |
| 7    | Artem Dovbyk       | Girona          | 8           |
| 7    | Toni Kroos         | Real Madrid     | 8           |
| 7    | Robert Lewandowski | Barcelona       | 8           |
| 11   | Viktor Tsyhankov   | Girona          | 7           |
| 11   | Miguel Gutiérrez   | Girona          | 7           |
| 11   | Federico Valverde  | Real Madrid     | 7           |
| 11   | Diego Rico         | Getafe          | 7           |

### Giải thưởng Zamora
Tính đến ngày 26/5/2024
Danh hiệu Thủ môn xuất sắc nhất La Liga
| Hạng | Cầu thủ               | Câu lạc bộ      | Số bàn thủng lưới | Số trận thi đấu | Tỷ lệ |
| ---- | --------------------- | --------------- | ----------------- | --------------- | ----- |
| 1    | Unai Simón            | Athletic Bilbao | 33                | 36              | 0,92  |
| 2    | Marc-André ter Stegen | Barcelona       | 27                | 28              | 0,96  |
| 3    | Álex Remiro           | Real Sociedad   | 36                | 36              | 1,0   |
| 4    | Antonio Sivera        | Alavés          | 38                | 34              | 1,12  |
| 5    | Jan Oblak             | Atlético Madrid | 43                | 38              | 1,13  |
| 6    | Giorgi Mamardashvili  | Valencia        | 41                | 36              | 1,14  |
| 7    | Predrag Rajković      | Mallorca        | 43                | 36              | 1,19  |
| 8    | Paulo Gazzaniga       | Girona          | 46                | 38              | 1,21  |
| 9    | Álvaro Valles         | Las Palmas      | 44                | 36              | 1,22  |

### Bàn thắng
- Bàn thắng đầu tiên của mùa giải:
 Isi Palazón đội Rayo Vallecano trong trận đấu với Almería (11/8/2022).
- Bàn thắng cuối cùng của mùa giải:
  Fermín López đội Barcelona trong trận đấu với Sevilla (26/5/2024).

### Kỷ luật

#### Cầu thủ
- Nhận nhiều thẻ vàng nhất: 17[62]
  -  Iván Alejo (Cádiz)

- Nhận nhiều thẻ đỏ nhất: 3[63]
  -  Chimy Ávila (Osasuna/Betis)

#### Câu lạc bộ[64]
- Nhận nhiều thẻ vàng nhất: 126
  - Getafe

- Nhận ít thẻ vàng nhất: 60
  - Valencia

- Nhận nhiều thẻ đỏ nhất: 9
  - Getafe

- Nhận ít thẻ đỏ nhất: 1
  - Alavés
  - Girona

## Giải thưởng

### Giải thưởng tháng
| Tháng    | HLV của tháng    | HLV của tháng   | Cầu thủ của tháng  | Cầu thủ của tháng | Cầu thủ U23 của tháng | Cầu thủ U23 của tháng | Bàn thắng của tháng | Bàn thắng của tháng | Trận đấu của tháng               | Trận đấu của tháng | Tham khảo                               |
| Tháng    | HLV              | Đội             | Cầu thủ            | Đội               | Cầu thủ               | Đội                   | Cầu thủ             | Đội                 | (Các) Cầu thủ                    | Đội                | Tham khảo                               |
| -------- | ---------------- | --------------- | ------------------ | ----------------- | --------------------- | --------------------- | ------------------- | ------------------- | -------------------------------- | ------------------ | --------------------------------------- |
| Tháng 8  | Carlo Ancelotti  | Real Madrid     | Jude Bellingham    | Real Madrid       | Lamine Yamal          | Barcelona             | Memphis Depay       | Atlético Madrid     | Gorka Guruzeta Nico Williams     | Athletic Bilbao    | [ 65 ] [ 66 ] [ 67 ] [ 68 ] [ 69 ]      |
| Tháng 9  | Míchel           | Girona          | Takefusa Kubo      | Real Sociedad     | Javi Guerra           | Valencia              | João Cancelo        | Barcelona           | Fran García Federico Valverde    | Real Madrid        | [ 70 ] [ 71 ] [ 72 ] [ 73 ] [ 74 ]      |
| Tháng 10 | Diego Simeone    | Atlético Madrid | Jude Bellingham    | Real Madrid       | Bryan Zaragoza        | Granada               | Saúl Coco           | Las Palmas          | Gerard Gumbau Bryan Zaragoza     | Granada            | [ 75 ] [ 76 ] [ 77 ] [ 78 ] [ 79 ]      |
| Tháng 11 | Míchel Sánchez   | Girona          | Antoine Griezmann  | Atlético Madrid   | Rodrygo               | Real Madrid           | Ivan Rakitić        | Sevilla             | Alberto Moleiro Kirian Rodríguez | Las Palmas         | [ 80 ] [ 81 ] [ 82 ] [ 83 ] [ 84 ]      |
| Tháng 12 | Ernesto Valverde | Athletic Bilbao | Artem Dovbyk       | Girona            | Yan Couto             | Girona                | Aitor Ruibal        | Real Betis          | Nico Williams Iñigo Lekue        | Athletic Bilbao    | [ 85 ] [ 86 ] [ 87 ] [ 88 ] [ 89 ]      |
| Tháng 1  | Míchel           | Girona          | Kirian Rodríguez   | Las Palmas        | Savinho               | Girona                | Jesús Areso         | Osasuna             | Ferran Torres João Félix         | Barcelona          | [ 90 ] [ 91 ] [ 92 ] [ 93 ] [ 94 ]      |
| Tháng 2  | Ernesto Valverde | Athletic Bilbao | Robert Lewandowski | Barcelona         | Johnny Cardoso        | Real Betis            | Vinícius Júnior     | Real Madrid         | Álex Sola Samu Omorodion         | Alavés             | [ 95 ] [ 96 ] [ 97 ] [ 98 ] [ 99 ]      |
| Tháng 3  | Marcelino        | Villarreal      | Vinícius Júnior    | Real Madrid       | Pau Cubarsí           | Barcelona             | Lamine Yamal        | Barcelona           | Mikel Oyarzabal Mikel Merino     | Real Sociedad      | [ 100 ] [ 101 ] [ 102 ] [ 103 ] [ 104 ] |
| Tháng 4  | Carlo Ancelotti  | Real Madrid     | Isco               | Real Betis        | Miguel Gutiérrez      | Girona                | João Félix          | Barcelona           | Isco Nabil Fekir                 | Real Betis         | [ 105 ] [ 106 ] [ 107 ] [ 108 ] [ 109 ] |

### Giải thưởng năm
| Giải thưởng                  | Người thắng     | Đội         | Tk.     |
| ---------------------------- | --------------- | ----------- | ------- |
| Cầu thủ của mùa giải         | Jude Bellingham | Real Madrid | [ 110 ] |
| Cầu thủ U23 của mùa giải     | Lamine Yamal    | Barcelona   | [ 111 ] |
| Bàn thắng của mùa giải       | Jesús Areso     | Osasuna     | [ 112 ] |
| Huấn luyện viên của mùa giải | Míchel          | Girona      | [ 112 ] |

| Đội hình mùa giải EA SPORTS | Đội hình mùa giải EA SPORTS | Đội hình mùa giải EA SPORTS |
| VT.                         | Cầu thủ                     | Đội                         |
| --------------------------- | --------------------------- | --------------------------- |
| TM                          | Unai Simón                  | Athletic Bilbao             |
| HV                          | Antonio Rüdiger             | Real Madrid                 |
| HV                          | Ronald Araújo               | Barcelona                   |
| HV                          | Dani Carvajal               | Real Madrid                 |
| HV                          | Miguel Gutiérrez            | Girona                      |
| TV                          | Jude Bellingham             | Real Madrid                 |
| TV                          | Federico Valverde           | Real Madrid                 |
| TV                          | Isco                        | Real Betis                  |
| TV                          | İlkay Gündoğan              | Barcelona                   |
| TV                          | Aleix García                | Girona                      |
| TĐ                          | Vinícius Júnior             | Real Madrid                 |
| TĐ                          | Antoine Griezmann           | Atlético Madrid             |
| TĐ                          | Robert Lewandowski          | Barcelona                   |
| TĐ                          | Sávio                       | Girona                      |
| TĐ                          | Artem Dovbyk                | Girona                      |